# Дай мне шанс
„Дай мне шанс“ (на български: Дай ми шанс) е песен изпълнявана от руския певец Николай Носков.
„Дай мне шанс“ е песен по музика на Сергей Маркин и текст на Алексей Чуланский. Изпълнява се от Николай Носков и е една от най-известните негови изпълнения.. Записана е и на видео, което е едно от първите клипове в Руската федерация. Заснето е с помощта на техниката хроминг (Chroma Key, натискане на бутон, BlueBox). Действието в клипа е се извършва в нощен град.